# Дюкс (округ, Массачусетс)
Шаблон:StateAbbr_ 41°24′53″ пн. ш. 70°36′46″ зх. д. / 41.414841° пн. ш. 70.612679° зх. д.
Округ  Дюкс  (англ. Dukes County) — округ (графство) у штаті  Массачусетс, США. Ідентифікатор округу 25007.

## Історія
Округ утворений 1695 року.

## Демографія
За даними перепису 
2000 року 
загальне населення округу становило 14987 осіб, зокрема міського населення було 5626, а сільського — 9361.
Серед мешканців округу чоловіків було 7323, а жінок — 7664. В окрузі було 6421 домогосподарство, 3791 родин, які мешкали в 14836 будинках.
Середній розмір родини становив 2,91.
Віковий розподіл населення поданий у таблиці:
| Стать    | До 15 років | 15-21 | 22-29 | 30-39 | 40-49 | 50-65 | 65-85 | Понад 85 |
| -------- | ----------- | ----- | ----- | ----- | ----- | ----- | ----- | -------- |
| Чоловіки | 1463        | 584   | 539   | 1159  | 1402  | 1321  | 785   | 70       |
| Жінки    | 1320        | 518   | 528   | 1184  | 1461  | 1355  | 1130  | 168      |

## Виноски
1. ↑  U.S. Decennial Census. United States Census Bureau. Архів оригіналу за 26 квітня 2015. Процитовано 16 вересня 2014.
2. ↑  Historical Census Browser. University of Virginia Library. Архів оригіналу за 11 серпня 2012. Процитовано 16 вересня 2014.
3. ↑  Population of Counties by Decennial Census: 1900 to 1990. United States Census Bureau. Архів оригіналу за 28 квітня 2015. Процитовано 16 вересня 2014.
4. ↑  Census 2000 PHC-T-4. Ranking Tables for Counties: 1990 and 2000 (PDF). United States Census Bureau. Архів оригіналу (PDF) за 18 грудня 2014. Процитовано 16 вересня 2014.
5. ↑  State & County QuickFacts. United States Census Bureau. Архів оригіналу за 26 лютого 2016. Процитовано 26 серпня 2013.(англ.) Наведено за англійською вікіпедією.
6. ↑  American FactFinder. Бюро перепису населення США. Архів оригіналу за 21 травня 2008. Процитовано 31 січня 2008.

| США | Це незавершена стаття з географії США. Ви можете допомогти проєкту, виправивши або дописавши її. |